# Saint-Privé (Yonne)
Saint-Privé es una localidad y comuna francesa situada en la región de Borgoña-Franco Condado, departamento de Yonne, en el distrito de Auxerre y cantón de Bléneau.

## Demografía
| 888 | 725 | 724 | 850 | 895 | 850 | 976 | 1 013 | 1 108 | 1 165 | 1 195 | 1 168 | 1 151 | 1 102 | 1 147 | 1 077 | 1 024 | 928 | 923 | 904 | 812 | 812 | 814 | 720 | 711 | 615 | 611 | 519 | 436 | 448 | 458 | 480 | 540 |
| Para los censos de 1962 a 1999 la población legal corresponde a la población sin duplicidades (Fuente: INSEE [Consultar]) |     |     |     |     |     |     |       |       |       |       |       |       |       |       |       |       |     |     |     |     |     |     |     |     |     |     |     |     |     |     |     |     |